# Umma (település)
Umma (vagy Ĝiša, jelenleg Tell-Dzsóha) ókori sumer városállam Lagastól északra helyezkedett el. Az Iturungal-csatorna mentén feküdt. Lagas riválisa volt. Uralkodói az enszi címet viselték Entemena, Lagas enszijének a felirata szerint.
Uralkodója, Lugalzaggeszi Kr. e. 2370 körül – a hosszú kronológia szerint – meghódította Lagast, majd Kist és így övé lett a Sumer feletti dominancia, amíg az Akkád Birodalom alapítója, Sarrukín le nem győzte.
Neve a ĜEŠ.KUŠUki jelkombináció, amelynek olvasata valószínűleg a sumerben is ummaki 𒄑𒆵𒆠, amely megegyezik az akkád névvel.

## Története
Umma az i. e. 4. évezredben, az Uruk-korban lakott volt már, a többi korbali településhez képest közepes területű – 20 hektárnál kisebb – település volt. A Dzsemdet Naszr-kor idején lakott volta nem bizonyított, de az i. e. 3. évezredben részese volt a távolsági kereskedelemben, az Indus-völgyi kultúra emlékeit megtalálták benne.

## Uralkodói
- Umma uralkodóinak listája